# Kerámiarezonátor

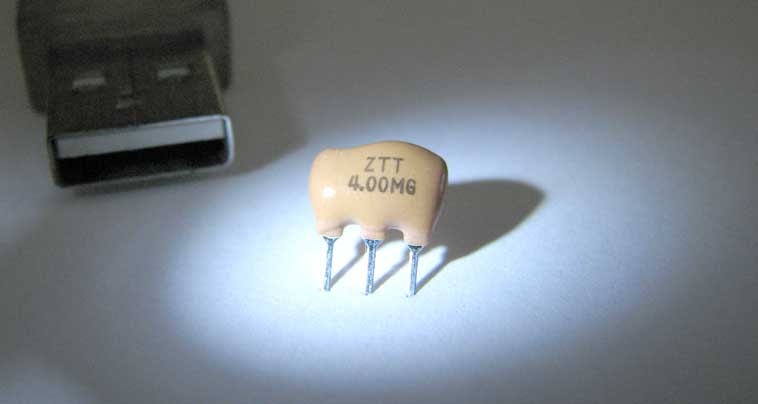
4 MHz-es kerámiarezonátor

A kerámiarezonátor egy adott frekvencián oszcillál a megfelelő áramköri elemekkel kiegészítve. A kerámiarezonátor a kvarckristályhoz hasonló szerepet tölt be egy rezgőkörben, csak a frekvencia pontossága és stabilitása rosszabb, mint a kvarckristályé. A kerámiarezonátor olcsóbb, mint a kvarckristály.
A kerámiarezonátor nagy stabilitású piezoelektromos kerámiából készül, általában ólom-cirkonát-titanátból (PZT), mely mechanikus rezonátorként működik.
Amikor feszültséget adnak az anyagra, akkor a piezoelektromos tulajdonsága miatt rezgésbe jön. A kerámia vastagsága határozza meg a frekvenciát.
Tokozása kettő vagy három kivezetésű felületszerelt vagy nyákba szerelhető tok. Ha van harmadik láb, akkor az a földelés.

## Alkalmazás
Kerámiarezonátorokat digitális áramkörökben használnak órajelgenerátorokban, ahol a gyengébb frekvencia stabilitása és pontossága ezt lehetővé teszi (TV, autoelektronika, telefonok, kamerák stb.). A kvarckristály stabilitása 0,001%, a kerámiarezonátoré 0,5%.